# 三木安正
三木 安正（みき やすまさ、1911年12月3日 - 1984年5月31日）は、日本の教育心理学者。東京大学名誉教授。

## 略歴
東京出身。旧制姫路高等学校卒、1936年東京帝国大学文学部心理学科卒。1938年愛育研究所所員、文部省学校教育局、名古屋大学教授、1954年東京大学教育学部教授。1972年定年退官、名誉教授。1930年代に岩波書店刊行の雑誌『教育』を間にはさみ成立した児童学研究会に参加。のちに全日本特殊教育研究連盟を結成、旭出学園を創立。1980年朝日賞受賞。1982年勲二等瑞宝章受章。幼児教育、知的発達障害児の教育が専門。日本教育心理学会名誉会員。

## 著書
- 『幼児の心理と教育』厚徳書院　1942　母性読本
- 『乳幼児の保育』柴山教育出版社　1944　健民新書
- 『精神遅滞児の教育』信濃教育会　1949
- 『幼児の心理と教育』国土社　1949　ほうむ・らいぶらり 教育の部
- 『特殊教育』金子書房　1952　教育文庫
- 『精神薄弱教育の研究』日本文化科学社　1969
- 『私の幼児教育論』フレーベル館・新書、1973
- 『私の精神薄弱者教育論』日本文化科学社　1976
- 『残されている夢』旭出学園　1982
- 『三木安正著作集』全7巻　学術出版会 2008　学術著作集ライブラリー

第3-4巻 (精神薄弱教育の研究)
第5巻 (特殊教育)
第6巻 (私の精神薄弱者教育論)
第7巻 (残されている夢・解説・略年譜・著作目録)

## 共編著
- 『遅れた子どもの職業教育』編　牧書店　1953
- 『幼児教育講座』木田文夫、周郷博共編　国土社　1955
- 『児童問題』編　1956　国土社教育全書
- 『精神薄弱児の教育』上出弘之、山口薫共著　東京大学出版会　1966
- 『精神遅滞者の生涯教育 旭出学園25年の歩み』編著　日本文化科学社　1976

## 翻訳
- エリス・H.マーテンス『できない子供のカリキュラム』外林大作共訳　牧書店　1952
- S.A.&W.D.カーク『ITPAによる学習能力障害の診断と治療』上野一彦、越智啓子共訳　日本文化科学社　1974

## 論文
- 「”大きさ”の恒常”現象に対する規定要因としての空間構造」 『心理学研究』 第11巻 3輯 1936
- 「精神薄弱児に関する研究の発展」 『教育』 第5巻 8号 1937
- 「精神薄弱児に於ける知能検査の二三の問題」 『心理学研究』 第13巻 6輯 1938
- 「特殊幼稚園の必要性について」 『教育』 第7巻 2号 1939
- 「精神薄弱児の問題」 『児童保護』 第9巻 7号 1939
- 「特殊教育 IV 精神薄弱」 『現代心理学 11. 教育心理学 II 』 河出書房 1942
- 「学業不振児の問題」 『児童心理』 第2巻 7号 1948
- 「精神遅滞児の教育」 『社会科教育』 第22号 1949
- 「学級経営と精神衛生」 『児童心理と精神衛生』 第1巻 5号 1951
- 「特殊教育と教育心理学」 『千輪浩先生還暦記念論文集 最近心理学の諸問題』 東京大学・同記念事業委員会発行 1952
- 「幼児保育の問題」 『教育心理学講座 7. 社会教育の心理』 金子書房 1954
- 天羽幸子と共著 「双生児にみられる兄弟的性格差異と家庭での扱い方 (1)(2)」 『教育心理学研究』 第2巻 2号 - 3号 1954
- 「精神薄弱者の職業指導」 『職業指導講座 6. 技術篇 IV 』 中山書店 1955
- 「精神薄弱児の判定基準に関する研究 (1) - (3)」 『児童心理と精神衛生』 第5巻 1号・3号・6号 1955
- 「親の理解について」 『精神薄弱児研究』 第1号 1956
- 「特殊教育のための心理学」 『現代教育心理学大系 14. 特殊教育』 中山書店 1958
- 「精神薄弱児をもつ親の態度」 『精神薄弱児研究』 第15号 1959
- 「精神薄弱児の行動類型の設定について」 『精神薄弱児教育の研究 (旭出学園教育研究所紀要第1集)』 フレーベル館 1963
- 久原恵子ほかと共著 「双生児による人格形成の研究 I・II・III 」 『教育心理学研究』 第11巻 3号 1963・第12巻 1号 1964・第17巻 4号 1969

## 記念論集
- 『静かに燃えるもの 三木安正記念論集』旭出学園　1991
- 『三木安正と日本の精神薄弱教育』「三木安正先生を偲ぶ会」編　全日本特殊教育研究連盟　1985